# حقوق زنان در برزیل
حقوق زنان در برزیل (انگلیسی: Women's rights in Brazil) در برزیل به شدت تحت تأثیر سنت‌های مردسالارانه فرهنگ ایبری قرار گرفته‌است که زنان را در روابط خانوادگی و اجتماعی تابع مردان می‌داند. شبه جزیره ایبری، که از اسپانیا، پرتغال و آندورا تشکیل شده‌است، به‌طور سنتی مرز فرهنگی و نظامی بین مسیحیت و اسلام بوده‌است و سنت قوی برای تسخیر نظامی و تسلط مردان ایجاد کرده‌است. سنت‌های پدرسالاری به آسانی از شبه جزیره ایبری به آمریکای لاتین از طریق سیستم انکومیاندا که وابستگی اقتصادی را در میان زنان و مردم بومی برزیل تقویت می‌کرد، منتقل شد. به عنوان بزرگ‌ترین ملت کاتولیک رومی در جهان، مذهب نیز تأثیر قابل توجهی بر حقوق زنان در برزیل داشته‌است.
برزیل دارای سازمان‌یافته‌ترین و مؤثرترین جنبش زنان در آمریکای لاتین است و دستاوردهای قابل‌توجهی در قرن گذشته برای ترویج و حمایت از حقوق قانونی و سیاسی زنان حاصل شده‌است. علیرغم دستاوردهایی که در قرن گذشته در زمینه حقوق زنان به دست آمده‌است، زنان در برزیل هنوز با نابرابری جنسیتی قابل توجهی روبرو هستند که در مناطق روستایی شمال شرقی برزیل بارزتر است. در سال ۲۰۱۰، سازمان ملل متحد برزیل را بر اساس شاخص نابرابری جنسیتی در میان ۱۶۹ کشور در رتبه ۷۳ قرار داد که آسیب‌های زنان را در زمینه‌های حقوق باروری، توانمندسازی و مشارکت نیروی کار می‌سنجد.
جنبش‌های زنان در برزیل به‌طور سنتی توسط زنان طبقه متوسط رو به بالا رهبری و حمایت می‌شدند، و به‌جای انقلابی بودن ماهیت اصلاح‌طلبی دارند، هرچند استثناهای واضحی به ویژه در مورد جنبش‌های اصلاحات ارضی وجود دارد. اگرچه در دهه ۱۹۳۰ در برزیل حق رای به زنان اعطا شد، اما تا دهه ۱۹۷۰ و به بعد بود که جنبش گسترده‌تر و قدرتمندتر زنان در برزیل شکل گرفت. برزیل در سال ۱۹۷۹، در سال انتشار آن، کنوانسیون رفع هرگونه تبعیض علیه زنان را امضا و تصویب کرد، کنوانسیون سازمان ملل متحد هدف آن حذف همه اشکال تبعیض علیه زنان است. زنان در برزیل از حقوق و وظایف قانونی مشابه مردان برخوردار هستند که به وضوح در ماده پنجم قانون اساسی برزیل در سال ۱۹۸۸ بیان شده‌است.
مجمع جهانی اقتصاد مطالعه‌ای منتشر کرد که نشان می‌دهد برزیل عملاً تفاوت‌های جنسیتی در آموزش و درمان را ریشه کن کرده‌است، اما زنان از نظر حقوق و نفوذ سیاسی عقب مانده‌اند. بر اساس آمار وزارت کار و رفاه، زنان ۳۰ درصد کمتر از مردان دستمزد می‌گرفتند. در سال ۲۰۰۵، گزارشگر ویژه سازمان ملل، به سطح بسیار پایینی از نمایندگی زنان در سیستم قضایی اشاره کرد، جایی که زنان «تنها ۵ درصد از پست‌های بالای قوه قضائیه و دادستانی را به خود اختصاص داده‌اند». بسیاری از زنان به عنوان شهردار انتخاب شده‌اند و زنان بسیاری نیز قاضی فدرال بوده‌اند. اولین زن در سال ۱۹۷۹ در مجلس سنا مشغول به کار شد. زنان برای اولین بار در انتخابات ریاست جمهوری برزیل ۱۹۸۹ نامزد ریاست جمهوری شدند. تا سال ۲۰۰۹، ۹ درصد از کرسی‌های پارلمان ملی در اختیار زنان بود.

## جنبش حق رای

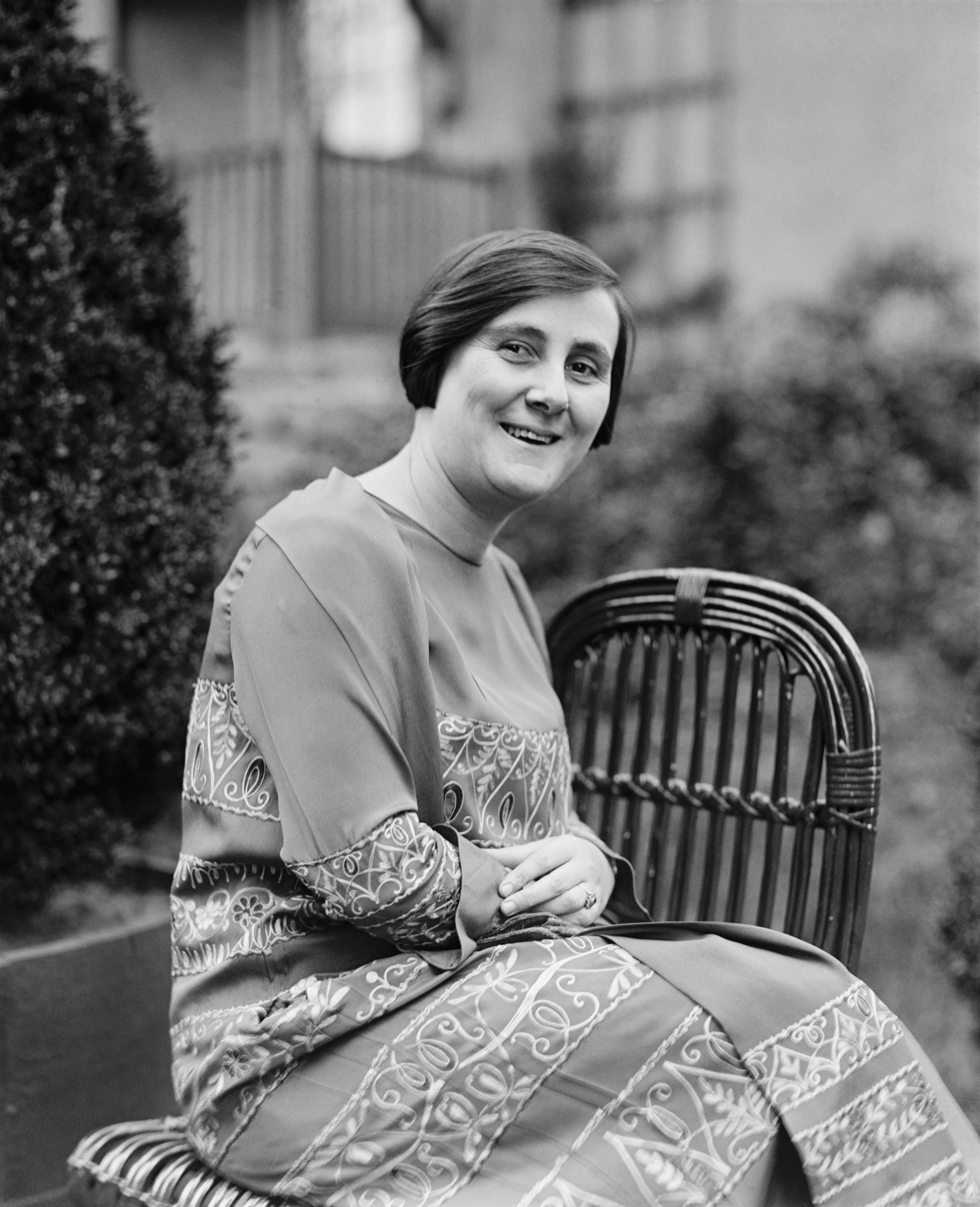
برتا لوتز در سال ۱۹۲۵، چهره برجسته جنبش فمینیستی در برزیل

زنان در برزیل در سال ۱۹۳۲ حق رای داشتند اگرچه یک جنبش فمینیستی از اواسط قرن نوزدهم در برزیل وجود داشت و زنان برای گنجاندن حق رای در قانون اساسی ۱۸۹۱ درخواست دادند، حرکت به سمت حق رای تنها تحت رهبری زیست‌شناس و وکیل، برتا لوتز، آغاز شد. پس از انتشار مقاله ای در روزنامه معتبر برزیلی Revista da Semana که از زنان می‌خواست شایستگی خود را از طریق دستاوردهای خود به مردان ثابت کنند و برای مطالبه حق رای سازماندهی کنند، سازمان‌های مختلف زنان ظاهر شدند.
لوتز در سال ۱۹۲۲ سازمان خود را به همراه حق رای آمریکایی کری چپمن کت تأسیس کرد، فدراسیون برزیل برای پیشرفت زنان به سازمان پیشرو حق رأی برزیل تبدیل شد و به اتحاد بین‌المللی حق رأی زنان وابسته بود. سافرجتهای برزیلی زنان باسواد و حرفه‌ای بودند که تنها درصد کمی از جمعیت زنان برزیل را تشکیل می‌دادند. از این رو، مبارزات انتخاباتی به هیچ وجه یک جنبش توده ای نبود و طبیعتاً معتدل بود. ویژگی محافظه کارانه جنبش حق رأی مقاومت کمی از سوی دولت برانگیخت و حق رأی توسط گتولیو وارگاس در سال ۱۹۳۲ اعلام شد و بعداً در قانون اساسی ۱۹۳۴ تأیید شد.
دو سال پس از اعلام حق رای زنان در قانون اساسی پنجم برزیل، دو زن به کنگره، ده زن به عنوان شهردار و مجلس انتخاب شدند، و سی زن نیز به عنوان عضو شورا در برزیل انتخاب شدند. اگرچه مشاغل دولتی در گذشته برای زنان در دسترس بود، اما زنان تا پس از کسب حق رای در مناصب انتخاباتی نبودند و تعداد زنان در دولت در طول قرن بیستم رو به افزایش بود.

## حقوق اقتصادی
کشاورزی صادراتی و نیروی کار عمدتاً زنانه در آمریکای لاتین در سه دهه اخیر به‌طور قابل توجهی گسترش یافته‌است. تحقیقات نشان داده‌است که چگونه مزارع در شمال شرقی برزیل به‌طور هدفمند تقسیم کار جنسیتی ایجاد می‌کنند و چگونه زنان اغلب دستمزد و شرایط بدتری را نسبت به مردان تجربه می‌کنند. بر اساس گزارش بانک جهانی، ۴۲ درصد از افراد شاغل در بخش غیرکشاورزی زنان بودند

## تحصیلات
در برزیل میزان باسوادی زنان مشابه مردان است. نرخ باسوادی (تعریف شده به عنوان افراد بالای ۱۵ سال یا بیشتر با توانایی خواندن و نوشتن) در سال ۲۰۱۰ حدود ۹۰٫۷٪ برای زنان و ۹۰٫۱٪ برای مردان برآورد شد. زنان در حال حاضر بیش از اکثریت را در بسیاری از دوره‌های دانشگاهی تشکیل می‌دهند. در حوزه‌های بهداشت و علوم انسانی به ترتیب ۶۶٪ و ۷۱٪ کل دانشجویان را تشکیل می‌دهند. به‌طور کلی، ۵۳ درصد از کل دانشجویان در دانشگاه‌ها زن هستند.
پیشرفت در آموزش زنان از چند دهه پیش آغاز شد. از دهه ۱۹۳۰، زنان به‌طور متوسط در مقایسه با مردان، تعداد سال‌های تحصیلی بالاتری در مدرسه داشته‌اند. از دهه ۱۹۷۰، آنها در سطوح بالاتر از مردان پیشی گرفتند. تا اواخر قرن نوزدهم، آموزش برای دختران بر مهارت‌های خانگی متمرکز بود. در سال ۱۸۷۹، مؤسسات آموزش عالی برزیل، زنان سفیدپوست طبقه بالا، عمدتاً شهری، را پذیرفتند- در حالی که بقیه جمعیت زنان بی سواد باقی ماندند. در حال حاضر نرخ باسوادی بین مردان و زنان نسبتاً متناسب با جمعیت است و سطح تحصیلات زنان در حال حاضر بیشتر از مردان است.
در سال ۱۹۷۰، تقریباً ۱۹۰۰۰ زن متخصص در برزیل وجود داشت که شامل مهندسان، معماران، دندانپزشکان، اقتصاددانان، استادان، وکلا و پزشکان می‌شد. تا سال ۱۹۸۰ حدود ۹۵۸۰۰ زن در این رشته‌ها مشغول به کار بودند. در هر دو سطح کارشناسی و کارشناسی ارشد، کلاس‌های روان‌شناسی، ادبیات و هنر تقریباً به‌طور کامل از زنان تشکیل شده‌است، برخلاف دوره‌های کشاورزی و دفاع ملی که تعداد بسیار کمی از زنان در آن ثبت نام می‌کنند.